# Thymus pavlovii
Thymus pavlovii — вид рослин родини глухокропивові (Lamiaceae), поширений у Монголії та Росії.

## Опис
Щільно запушені листки черешкові, від довгасто-еліптичних до яйцюватих, 4–10 мм. Суцвіття головчасте, до 15 мм завширшки; квіти 6–8 мм завдовжки, волосаті.

## Поширення
Поширений у Монголії та Росії (Бурятія, Чита, Іркутськ, Якутія).